# Chaouia-Ouardigha
Chaouia-Ouardigha was vóór 2015 een regio in Marokko. De hoofdstad is Settat, het ligt ten zuiden van de regio Grand Casablanca en grenst verder aan vele andere regio's, waaronder Rabat-Salé-Zemmour-Zaer. Chaouia-Ouardigha heeft een oppervlakte van 7010 km² en heeft 1.655.660 inwoners (2004).
De regio bestaat uit vier provincies:
- Ben Slimane
- Berrechid
- Khouribga
- Settat

Naast Settat, zijn andere grote plaatsen in Chaouia-Ouardigha:
- Bejaad
- Ben Slimane
- Berrechid
- Bouznika
- Deroua
- Khouribga
- Oued Zem
- Sahel Oulad H'Riz

Huidige regio's: Béni Mellal-Khénifra · Casablanca-Settat · Dakhla-Oued Eddahab · Drâa-Tafilalet · Fès-Meknès · Guelmim-Oued Noun · Laâyoune-Sakia El Hamra ·  Marrakech-Safi · Oriental · Rabat-Salé-Kénitra · Souss-Massa · Tanger-Tétouan-Al Hoceïma

Oude regio's voor 2015: Chaouia-Ouardigha · Doukala-Abda · Fez-Boulmane · Gharb-Chrarda-Béni Hsen · Grand Casablanca · Guelmim-Es Semara · Laâyoune-Boujdour · Marrakech-Tensift-Al Haouz · Meknès-Tafilalet · Oriental · Oued ed Dahab-Lagouira · Rabat-Salé-Zemmour-Zaer · Souss-Massa-Daraâ · Tadla-Azilal · Tanger-Tétouan · Taza-Al Hoceïma-Taounate